# Легке життя (фільм)
«Легке життя» (рос. «Легкая жизнь») — російський радянський художній фільм, сатирична комедія виробництва кіностудії імені Горького, знятий 1964 року режисером Веніаміном Дорманом.

## Сюжет
Студент Бочкін, який закінчив столичний хімічний інститут, вирішує залишитися в Москві. На роботу він влаштовується досить легко і швидко — завідувачем хімчисткою. Хоча живе він далеко не на зарплату. Молодий підприємець має «свою» хімічну справу з якоюсь спекулянткою «Королевою Марго». Але, як це водиться завжди — за все рано чи пізно доводиться платити...

## У ролях
- Юрій Яковлєв — Олександр Петрович Бочкін, підпільний підприємець
- Фаїна Раневська — Королева Марго
- Віра Марецька — Василина Сергіївна
- Ростислав Плятт — Володимир Гаврилович Муромцев, чоловік Василини
- Нінель Мишкова — Ольга, сестра Василіси
- Надія Румянцева — Галя, сестра Бочкіна
- Всеволод Сафонов — Юрій Лебедєв
- Людмила Гнілова — працівниця хімчистки активістка Гулина
- Світлана Балашова — працівниця хімчистки
- Наталія Голубенцева — працівниця хімчистки з кісками
- Георгій Тусузов — професор
- Юрій Тимошенко — Тарапунька
- Юхим Березін — Штепсель
- Клавдія Лепанова — викладач, веде зустріч випускників
- Станіслав Хитров — випускник-заспівувач
- Ян Янакіев — лисий випускник
- Люсьєна Овчинникова — Маша, випускниця з дитиною
- Віктор Маркін — чоловік Маші
- Ніна Іванова — випускниця Таня Левченко (Савченко)
- В'ячеслав Гостинський — адміністратор
- Іван Жеваго — офіціант
- Олег Видов — відвідувач театру, що купує морозиво
- Майя Булгакова — епізод
- Володимир Кабатченко — епізод
- Галина Водяницька — епізод
- Віра Петрова — епізод
- Наталія Гіцерот — епізод
- Вікторія Чаєва — епізод
- Яків Бєлєнький — епізод
- Ірина Іванова

## Знімальна група
- Автор сценарію: Владлен Бахнов
- Режисер: Веніамін Дорман
- Оператор: Костянтин Арутюнов
- Художник: Марк Горелік
- Композитор: Микита Богословський
- Текст пісень: Олександр Галич («Дальні мандри»); Владлен Бахнов, Яків Костюковський («Ні пуху, ні пера»)
- Звукорежисер: Дмитро Флянгольц

## Цікаві факти
У картині є камео Ніни Іванової, що зіграла головну роль Тетяни Сергіївни у фільмі «Весна на Зарічній вулиці» (1956). У сцені зустрічі випускників викладач викликає Таню Левченко, на що та відповідає: «А я не Левченко, я тепер Савченко» (прізвище Саші, героя Миколи Рибникова).